# 马来亚劳工党
马来亚劳工党（缩写为PBM，缩写为LPM）是马来亚联合邦和马来西亚的一个活跃于1952年—1969年的政党。它的前身是作为马来亚各州劳工党联合会的泛马劳工党。

## 历史

### 起源
马来亚劳工党的前身是二战后英殖民政府准备组织地方选举时成立的各州劳工党。1948年9月1日，新加坡劳工党率先成立，是英属马来亚第一个劳工党。9月8日，马六甲劳工党成立，是马来亚半岛第一个劳工党，但由于当时英殖民政府的限制，直到1951年才正式注册。1951年5月17日，槟城劳工党成立。7月19日，霹雳劳工党成立。12月11日，森美兰劳工党成立。12月23日，雪兰莪劳工党成立。其中，槟城劳工党参加是年12月1日的乔治市局部竞选，8名候选人有1名当选；雪兰莪劳工党参加翌年2月16日的吉隆坡市选，3名候选人全部落败。
1952年6月26日，槟、霹、雪、甲、森以及新加坡六个劳工党，加上吉打的马来左翼组织SABERKAS的代表在吉隆坡召开代表大会，决定成立“泛马劳工党”，由雪州党秘书莫哈末·苏比任全国主席。该党一开始采取反共而不公开反殖民的立场，并加入社会党国际。这一时期的泛马劳工党只是各州党的联合体。该党不接纳个人党员，但接受所有民主劳工和社会主义组织为成员。
不到一年，以佐哈里和西努为首的吉打州SABERKAS便转投巫统，第二年，新加坡劳工党便因陷入党内斗争而不再参加中央领导层，而一个大山脚山城，居然出现威省劳工党（槟州劳工党的竞争者）和大山脚劳工党（槟州劳工党支部）两个组织。党主席苏比的投机性格更使成立大会的决议和纲领沦为空话。
1953年1月，泛马劳工党参与建立亚洲社会党会议，在会上劳工党提议将其作为社会党国际的亚洲组织，但遭到其他与会政党的拒绝。同年，槟城费边社16名知识分子，包括D·S·拉马纳坦、陈朴根、巴古南、李国良，加入泛马劳工党。这些专业人士和教师都是社会民主主义者，他们提供了与殖民地官员所青睐的温和工会成员截然不同的分析、建议和政治参与。
1954年2月25日，英殖民政府在立法议会通过《联合邦普选白皮书》。这份白皮书不接受泛劳与华巫联盟订在1954年举行普选的建议及条件。于是，联盟便于6月14日号召两党各级议员总辞职，接着发动13天的全国各地抗议集会和街头示威。泛劳两名官委议员一一前党主席苏比和槟城劳党主席叶松纲，不但没有辞职，还出席立法议会，遂引发各州劳党的不满。苏比和叶松纲最终退党。
1954年6月5至6日，泛马劳工党重组为马来亚劳工党，实行中央集权制，雪州的李木生当选第一任党主席，槟州的陈朴根任总秘书。此后，由于公务员被禁止担任政治职务，李木生被迫辞职，拉马纳坦成为新任党主席。随着更加激进的社会主义领导层的崛起，该党日益采取反殖民的立场。

### 发展
1954年9月，英国在野工党7人访问团抵达新加坡，总秘书陈朴根前往提交备忘录。备忘录谴责钦差大臣在马来亚紧急状态下的权力过大，妨碍马来亚的独立和民主发展；要求英政府结束紧急状态；取消9州的州籍民制度，以加速马来亚成为单一的国家。
由于采用激进的议程作为该党的主张，马来亚劳工党在1955年马来亚大选中惨败，没有赢得任何席位。然而，劳工党成功在1956年地方选举中以8席的多数地位掌控槟城乔治市市议会。
根据劳工党的说法，该党马来人和华人党员的数量大致相同，但印度人和其他少数民族党员却很少。该党自认为非共产党，视联盟政府为代表资产阶级和封建阶级的政府。

### 南北派内争
1956年，劳工党内部爆发长达10个月的南北派内争。事缘雪州分部主席陈传文将该州分部建设为全国最大分部后，受命于党中央到森、甲、柔三州建设并重组新分部。然而，陈传文领导的南派开始对抗槟州分部掌控的党中央，甚至另立新中央分庭抗礼。最终，南派分崩离析，陈传文退党加入甫成立的马来亚人民党。

### 社阵时期
1957年8月31日，马来亚独立当天，劳工党决定与马来左翼组织马来亚人民党共同成立马来亚人民社会主义阵线。首任主席是人民党主席阿末·博斯达曼，劳工党主席拉马纳坦任副主席，陈朴根则任联合秘书。社阵成立后，首先在当年的乔治市选举中赢得决定性的8席，初次执政市议会，拉马纳坦当选市长。翌年，马来亚社会主义青年同盟被政府指控“被共产党渗透”而被查禁，大部分党员加入马来亚人民党，也有部分党员加入马来亚劳工党。
1959年马来亚大选，社阵在雪兰莪、柔佛和槟城夺下8席，并在所参选的选区中总共获得了34.6%的选票。社阵在整个大选中总共获得了13%的选票，成为了继联盟以及泛马回教党之后国会第三大党。劳工党本身更是拿下8席中的6席。同年，前马来亚马来国民党主席依萨莫哈末成为劳工党主席，致使劳工党完全洗净英国工党的色彩。
1961年地方选举中，社阵在槟城乔治市的14席中总共夺下了13席，黃添壽出任市长。到了1965年，社阵更进一步控制了槟城和马六甲的市议会以及芙蓉和沙登的地方议会。劳工党中委巴古南在1958年和1961年蝉联双溪槟榔议席，在1960年当选副市长。
1961年东姑阿都拉曼於新加坡的東南亞外國記者協會中提議成立一個包括馬來亞、新加坡、沙巴、砂拉越與汶萊的聯邦國家。这个“马来西亚计划”招致各左翼政党的反对。1962年1月22至28日，社阵在吉隆坡召开五邦社会主义政党代表大会，参会政党有：马来亚的马来亚人民党和马来亚劳工党；新加坡的新加坡社会主义阵线、新加坡工人党、新加坡人民党和新加坡人民行动党；砂拉越的砂拉越人民联合党与文莱的文莱人民党，列席团体有：马大社会主义俱乐部、南大政治学会及新加坡工艺学院政治学会。由于新加坡人民行动党支持合并计划，为抗议反对计划的大会而中途退席。大会结束后发表联合公报，接受文莱及砂拉越代表有关北婆三邦需先拥有自主权的主张，支持新加坡人民争取完全内部自治的愿望，反对马新合并白皮书。

### 被迫害
1963年，马印对抗事件爆发后不久，政府决定对付一些反对党人士。由于政府认为社阵亲印尼、亲中国而大肆逮捕社阵领袖。被捕人士包括了该党时任主席依萨莫哈末。1965年2月13日，也就是社阵领袖等人被扣留的两周年，劳工党领袖陈凯希代表社阵订该日为争取人权日，大批群众在吉隆坡展开示威活动，抗议政府通过内安法令逮捕大批异议分子。联盟政府派出镇暴队对游行队伍进行镇压，陈凯希被捕。
1964年马来西亚大选，社阵失去了原有的6个席位，仅保留2席。马来亚人民党和国民议会党无法取得任何议席，而马来亚劳工党也丢失了大量席位。1965年，由于马印对抗仍然持续，政府决定取消地方选举，进一步削弱了社阵的影响力。由于内部纷争，1965年马来亚人民党决定退出社阵。不久后，国民议会党停止活动。作为社阵仅存的成员党，马来亚劳工党在1966年1月10日决定放弃社阵，并重新使用原本的选举标志。

### 联合阵线时期
经过1964年大选的挫折，以及多数高层领袖在《内安法令》下遭扣留，社阵特别是人民党内部出现一片颓势。加上人民党和劳工党在若干课题上的分歧，社阵终告解散。劳工党中央遂和人民进步党于1966年共组联合阵线。然而，各州分部对于“中央巨头”建立的联合阵线非常不满，认为人民进步党是被人民认为是种族主义的政党，指责四点低级纲领没有明确提出反帝反殖反大马的要求，指责这个联合阵线是从上而下，没有经过共同斗争的联盟。各州分部在经历社阵解散和联阵的擅自建立后迅速激进化。
1966年5月6日，社会党国际在第十届国际代表大会上宣布开除马来亚劳工党。国际指控马来亚劳工党已经成为共产主义者的工具。作为回击，被国际认为是“正直的人”的党总财政陈志勤批评国际被麦卡锡主义渗透。党主席林建寿则认为国际派来的调查团将陈志勤与新加坡社会主义阵线主席李绍祖混淆了，才做出“劳工党90%是共产主义者”的报告。

### 激进化
在一系列事件以及同年爆发的文革影响下，劳工党霹雳州分部首先在总结213斗争经验中提出群众斗争结合议会斗争的新策略，并将矛头直指党中央。“中央五巨头”，即党主席林建寿、总秘书魏利煌、总财政陈志勤、副主席V大卫和黄汉德试图解散霹州分部，但被中央委员会否决，遂集体辞职。党务遂由3位副总秘书：甘幼华（槟州分部副主席）、许启针（甲州分部主席）和黄春树（雪州分部秘书）承担。此后，霹州分部、雪州新分部、柔州反右支联与新加坡社会主义阵线主席李绍祖串联，共同反对“没有魏利煌的魏利煌右倾路线”，劳工党陷入中央和地方的争斗中。
1966年9月24日至25日，劳工党在新山召开全国特别代表大会，确立了“群众斗争为主，议会斗争为辅”的主辅新路线。特大上接纳的政策纲领，包括“解散大马、援越抗美”，及开展争取华、印文为官方语文的斗争。特大也正式终止与人民进步党合作的联合阵线。然而，霹雳、马六甲和一部分柔佛代表中途退席，抗议特大通过的决议，呼吁采取更加左倾的政策。
1967年10月21至22日，劳工党第13届全国党代会，同时也是最后一届党代会召开，正式接纳“我国社会和党的斗争路线”指导性理论，并通过总结性的第13届全国党代会政治报告，以及三项大会提案。13届大会后，劳工党的分裂情况得到终结。
1967年6月11日，马来西亚发放新货币后突然发生英镑贬值，导致市面出现混乱。劳工党在槟岛发动总罢市一天，以抗议联盟政府不负责任的旧币贬值措施。大罢市却不幸被种族主义份子捏转为另一场为时近一个月的种族暴乱，多名劳工党领袖因而被捕，多个劳工党支部被查禁。在劳工党的众多领导都被扣留的劣势下，吉打州分部秘书处于1968年1月16日发表题为《目前的形势和我们的方针》的指导性文章，率先提出“半合法半非法”的斗争新策略。3月25日，劳工党中央第二次会议召开，将参加来届大选的问题交各州分部讨论。各州分部大多同意抵制大选，惟彭亨分部主张参选。依少数服从多数原则，劳工党中央扩大会议正式议决抵制1969年马来西亚大选，号召全体议员总辞。

### 消亡
1969年5月4日，马来亚劳工党在首都地区发动示威游行，呼求人民抵制选举，队伍中出现支持共产主义口号及标语，并与警方发生冲突，一名劳工党党员遭警方击毙。5月9日，劳工党为5月4日被击毙的党员举行出殡葬礼，沿首都街道游行，号召选民抵制普选。
劳工党的抵制大选行动，并没有取得明显效果，各州投票率最低者仍有50多巴仙。不过，在打击联盟特别是马华公会方面，却产生了意想不到的结果，不仅使它失去两个州政权，雪州组不成政府，同时也丧失国会三份之二议席优势。
513事件导致马来亚劳工党陷入完全瘫痪状态。1969年9月，马来亚劳工党和马来西亚人民社会主义党达成谅解协议，两党表示会坚持“科学社会主义”、“工人阶级团结”和“各族人民团结”，反对“沙文主义和狭隘民族主义”。然而，两党没有采取任何措施来实现这些目标。10月18日，劳工党最后一次中央扩大会议召开，成立五人小组负责整顿党务，即副主席林建寿、总财政崔耀才、中委陈秀英、拉惹古玛和霹州主席莫哈末阿里。但由于大部分支部被查禁，五人小组无力回天。1972年6月26日，据社团注册局披露，劳工党支部由513之前的244个，锐减至24个，实际上这24个支部也已人去楼空。9月，该党被正式注销。

## 后事
在国内急转直下的局势影响下，马来亚劳工党许多分支部领导和基层党员对议会斗争失去信心，转而支持马来亚共产党的武装斗争。自发性的地下组织迅速发展起来，其中以“马来亚民族解放阵线”（解阵）发展最为迅速。其他的地下组织还包括“马来亚民族解放同盟”（解盟）、以槟城为基地的“爱国主义阵线”（爱阵）、以雪兰莪为基地的“马来亚独立同盟”（独盟）和以柔佛为基地的“马来亚新民主主义青年同盟”（新青盟）等组织。这些组织或由转入地下的前劳工党基层领导干部和党员自发组织，或吸收了许多劳工党的基层干部和党员，各地下组织都先后和马共产生联系。有些成员被吸收为民运的干部，或直接参与马共南下突击队的游击战斗。

## 议程

### 独立前
劳工党的建党宪章要求马上成立马来亚自治政府、自由公民权法律、公务员的当地人化、计划经济、更广泛的民主正义和农业改革。劳工党同时主张废除种族特权, 使用联邦国籍取代州国籍,以马来语为官方语言和英语为第二语言, 新马合并,限制马来统治者的权力,建立一个选举总统制和世俗国家。

### 独立后
由于1957年马来亚独立后的环境改变，马来亚劳工党在1959年修改党章，鼓吹建立一个统一的民主社会主义马来亚，确保体力劳动和脑力劳动的工人在生产、分配和交换资料共同所有制的基础上，充分享受其工业成果，并尽可能公平地分配其成果，尽可能获得最可行的大众行政管理体系以及对所有工业和服务业的控制(后一部分基本上反映了当时的英国工党第四项条款)。

### 第13届全国党代会
1.党的目前任务是打倒“马来西亚”和“新加坡共和国”，实现一个包括新加坡在内的主权独立、领土统一和真正民主的马来亚。

2.党的当前斗争道路是建立一个以工人阶级为领导，以工农联盟为基础的反帝反封建的统一战线。

3.当前党的建设在于最大程度上把党革命化，把党建设成一个有高度纪律，有工人阶级革命理论武装的联系人民群众的党。

## 历届全代会
| 届次     | 地点     | 召开时间       |
| -------- | -------- | -------------- |
| 成立大会 | 吉隆坡   | 1952年6月26日  |
| 1        | 吉隆坡   | 1953年7月9日   |
| 2        | 乔治市   | 1954年6月5日   |
| 3        | 吉隆坡   | 1955年10月1日  |
| 特大     | 怡保     | 1956年4月28日  |
| 4        | 八打灵   | 1956年8月9日   |
| 5        | 吉隆坡   | 1957年8月25日  |
| 特大     | 吉隆坡   | 1958年4月20日  |
| 6        | 马六甲市 | 1958年6月23日  |
| 7        | 芙蓉市   | 1959年10月17日 |
| 8        | 新山     | 1960年8月21日  |
| 9        | 吉隆坡   | 1961年8月26日  |
| 10       | 吉隆坡   | 1962年8月20日  |
| 11       | 吉隆坡   | 1963年10月5日  |
| 12       | 吉隆坡   | 1965年7月31日  |
| 特大     | 新山     | 1966年9月24日  |
| 13       | 乔治市   | 1967年10月21日 |

## 历届中委会

### 1952年
- 主席：莫哈末·苏比
- 副主席：奥斯曼·西鲁
- 秘书：李木生
- 财政：峇拉克里斯南
- 委员：每单位一名

### 1953年
- 主席：莫哈末·苏比
- 副主席：奥斯曼·西鲁
- 秘书：李木生
- 财政：峇拉克里斯南
- 委员：每单位一名

### 1954年
- 主席：李木生（雪）
- 副主席：约翰伊曼纽（霹）
- 总秘书：陈朴根（槟）
- 财政：谢天佑（槟）
- 委员：P·R·威廉斯（新）、莫哈末·苏比（雪）、M·阿罗卡沙米（雪）、E·S·慕迪（霹）、陈崇美（槟）、黄添寿（槟）

### 1955年
- 主席：D·S·拉马纳坦（槟）
- 副主席：约翰伊曼纽（霹）
- 总秘书：陈朴根（槟）
- 财政：谢天佑（槟）
- 委员：巴古南（槟）、江志坚（雪）、拉惹马莫、威利亚、司徒发（森）、周特里（霹）

### 1956年
- 主席：D·S·拉马纳坦（槟）
- 副主席：江志坚（雪）
- 总秘书：陈朴根（槟）
- 财政：谢天佑（槟）
- 委员：司徒发（森）、温钊光、赖政宏（甲）、奥斯曼·西鲁（槟）、陈亚华、赛狄（雪）、M·阿罗卡沙米（雪）
- 查账：依不拉欣、卡立

### 1957年
- 主席：D·S·拉马纳坦（槟）
- 副主席：司徒发（森）
- 总秘书：陈朴根（槟）
- 财政：吴道麟（雪）
- 委员：巴古南（槟）、林建寿（槟）、杨公任（甲）、梁宽仁（霹）、赛狄（雪）
- 查账：顾兴光、那耶甘

### 1958年
- 主席：D·S·拉马纳坦（槟）
- 副主席：阿都拉·奥士曼（霹）、鍾正文（甲）
- 总秘书：陈朴根（槟）
- 财政：林建寿（槟）
- 委员：巴古南（槟）、V大卫（雪）、顾兴光（甲）、林碧颜（雪）、崔耀才（槟）、鍾奕文（吉）
- 查账：张亚枝、司徒发

### 1959年
- 主席：依萨莫哈末（彭）
- 副主席：D·S·拉马纳坦（槟）、陈志勤（雪）
- 总秘书：陈朴根（槟）
- 财政：阿美力星（雪）
- 委员：陈凯希（柔）、威拉班（英语：Veerappen Veerathan） （槟）、V大卫（雪）、林建寿（槟）、鍾正文（甲）、黄汉德（雪）、巴古南（槟）、莫哈末马仁（柔）
- 查账：刘云鹏、司徒发

### 1960年
- 主席：依萨莫哈末（彭）
- 副主席：陈志勤（雪）、D·S·拉马纳坦（槟）
- 总秘书：陈朴根（槟）
- 财政：林建寿（槟）
- 委员：陈凯希（柔）、V大卫（雪）、黄汉德（雪）、魏利煌（柔）、阿美力星（雪）、威拉班（英语：Veerappen Veerathan）（槟）、鍾正文（甲）、叶永祥（森）
- 查账：刘云鹏、迪哥士打

### 1962年
- 主席：依萨莫哈末（彭）
- 副主席：威拉班（英语：Veerappen Veerathan） （槟）、陈志勤（雪）
- 总秘书：林建寿（槟）
- 副总秘书：陈凯希（柔）、罗兰（雪）、阿美力星（雪）
- 财政：陈朴根（槟）
- 委员：叶永祥（森）、戴洪桂（霹）、陈潘钦（槟）、陈小娥（柔）、叶金泉（森）、杨和发（甲）、魏利煌（柔）、彭利生（柔）、巴古南（槟）、刘云鹏（雪）、V大卫（雪）、黄汉德（雪）
- 查账：李钊、迪哥士打

### 1963年
- 主席：依萨莫哈末（彭）
- 副主席：林建寿（槟）、陈朴根（槟）
- 总秘书：魏利煌（柔）
- 副总秘书：陈凯希（柔）、拉惹古玛（英语：M. K. Rajakumar）（雪）、黄添寿（槟）
- 财政：陈志勤（雪）
- 委员：威拉班（英语：Veerappen Veerathan）（槟）、陈小娥（柔）、阿武峇加（槟）、罗兰（雪）、曼梳（柔）、黄汉德（雪）、冯朝民（甲）、陈潘钦（槟）、林纪赛（森）、许金荣（霹）、阿美力星（雪）、郑伯俊（吉）

### 1965年
- 主席：林建寿（槟）
- 副主席：V大卫（雪）、黄汉德（雪）
- 总秘书：魏利煌（柔）
- 副总秘书：许启针（甲）、黄春树（雪）、甘幼华（槟）
- 财政：陈志勤（雪）
- 委员：陈精雄（柔）、彭谷明（雪）、戴经达（甲）、陈小娥（柔）、何海平（霹）、潘志佳（彭）、施忠生（槟）、严慈忠（森）、曼梳（柔）、陈秀英（雪）、崔耀才（槟）、陈文松（吉）
- 查账：迪哥士打、李钊

### 1967年
- 主席：许启针（甲）
- 副主席：林建寿（槟）、苏锦祥（柔）
- 总秘书：陈凯希（被扣留）
- 副总秘书：黄春树（雪）、刘元华（柔）、陈福兴（槟）
- 财政：崔耀才（槟）
- 委员：陈文松（吉）、何平丰（槟）、许平城（槟）、曼梳（柔）、陈精雄（柔）、鍾成利（槟）、曾明生（柔）、陈秀英（雪）、胡汉光（雪）、严慈忠（森）、潘志佳（彭）
- 查账：K·拉曼、张文进

## 大选成绩
| 大选 | 赢得席次 | 竞选席次 | 总得票数 | 得票率 | 选举结果                                   | 国会领袖     |
| ---- | -------- | -------- | -------- | ------ | ------------------------------------------ | ------------ |
| 1955 | 0 / 52   | 31       | 4,786    | 0.48%  | ━ ; 无席次                                 | D·S·拉马纳坦 |
| 1959 | 6 / 104  | 31       |          |        | ▲6席; 反对党联盟 (马来亚人民社会主义阵线)  | 依萨莫哈末   |
| 1964 | 2 / 159  | 33       |          |        | ▼ 4席; 反对党联盟 (马来亚人民社会主义阵线) | 陈志勤       |

## 州选举成绩
| 州选 | 州议会 | 州议会 | 州议会 | 州议会 | 州议会 | 州议会 | 州议会 | 州议会 | 州议会 | 州议会                  |
| 州选 | 吉打   | 吉兰丹 | 槟城   | 霹雳   | 彭亨   | 雪兰莪 | 森美兰 | 马六甲 | 柔佛   | 赢得总席次 / 竞选总席次 |
| ---- | ------ | ------ | ------ | ------ | ------ | ------ | ------ | ------ | ------ | ----------------------- |
| 1955 |        |        | 0 / 14 |        |        | 0 / 13 | 0 / 12 |        |        | 0 / 3                   |
| 1959 | 0 / 24 | 0 / 30 | 7 / 24 | 0 / 40 | 0 / 24 | 1 / 28 | 2 / 24 | 0 / 20 | 3 / 32 | 13 / 48                 |
| 1964 | 0 / 24 |        | 2 / 24 | 0 / 40 | 0 / 24 | 3 / 28 | 0 / 24 | 2 / 20 | 0 / 32 | 7 / 89                  |

## 当选代表

### 国会下议院

#### 1959-1964
| 檳城   | P033                 | 威南                 | 威拉班               |                      |                      |                      |
| 檳城   | P036                 | 丹绒                 | 陈朴根               |                      |                      |                      |
| 檳城   | P037                 | 柑仔園               | 林建寿               |                      |                      |                      |
| 雪蘭莪 | P066                 | 峇都                 | 黄汉德               |                      |                      |                      |
| 雪蘭莪 | P068                 | 万绕                 | 刘云鹏               |                      |                      |                      |
| 雪蘭莪 | P071                 | 孟沙                 | V大卫                |                      |                      |                      |
| 总计   | 槟城 (3), 雪蘭莪 (3) | 槟城 (3), 雪蘭莪 (3) | 槟城 (3), 雪蘭莪 (3) | 槟城 (3), 雪蘭莪 (3) | 槟城 (3), 雪蘭莪 (3) | 槟城 (3), 雪蘭莪 (3) |

#### 1964-1969
| 檳城   | P037                     | 柑仔園                   | 林建寿到1969年辞职       |                          |                          |                          |
| 雪蘭莪 | P066                     | 峇都                     | 陈志勤到1968年退党       |                          |                          |                          |
| 总计   | 槟城 (1-1), 雪蘭莪 (1-1) | 槟城 (1-1), 雪蘭莪 (1-1) | 槟城 (1-1), 雪蘭莪 (1-1) | 槟城 (1-1), 雪蘭莪 (1-1) | 槟城 (1-1), 雪蘭莪 (1-1) | 槟城 (1-1), 雪蘭莪 (1-1) |

### 州立法议会

#### 1959-1964
| 檳城   | N12                                            | 日落洞                                         | 黄添寿                                         |                                                |                                                |                                                |
| 檳城   | N16                                            | 哥打                                           | 李国良                                         |                                                |                                                |                                                |
| 檳城   | N17                                            | 丹绒中区                                       | 黄忠和                                         |                                                |                                                |                                                |
| 檳城   | N18                                            | 丹绒北区                                       | 袁福昌                                         |                                                |                                                |                                                |
| 檳城   | N19                                            | 丹绒西区                                       | 陈崇美                                         |                                                |                                                |                                                |
| 檳城   | N20                                            | 双溪槟榔                                       | D·S·拉马纳坦到1963年退党                       |                                                |                                                |                                                |
| 檳城   | N21                                            | 丹绒南区                                       | 崔耀才                                         |                                                |                                                |                                                |
| 雪蘭莪 | N13                                            | 班台                                           | V大卫                                          |                                                |                                                |                                                |
| 雪蘭莪 | N24                                            | 双溪拉旺                                       | 林端祥                                         |                                                |                                                |                                                |
| 森美蘭 | N05                                            | 晏斗                                           | 古南星基尔                                     |                                                |                                                |                                                |
| 森美蘭 | N11                                            | 金马士                                         | 方耀旺1962年加入                               |                                                |                                                |                                                |
| 森美蘭 | N23                                            | 拉务                                           | 沙达班                                         |                                                |                                                |                                                |
| 森美蘭 | N20                                            | 弄边                                           | 林纪赛                                         |                                                |                                                |                                                |
| 柔佛   | N13                                            | 南巴克山                                       | 李亚龙                                         |                                                |                                                |                                                |
| 柔佛   | N22                                            | 士乃-古来                                      | 苏锦祥                                         |                                                |                                                |                                                |
| 总计   | 槟城 (7-1), 雪蘭莪 (2), 森美兰 (3+1), 柔佛 (2) | 槟城 (7-1), 雪蘭莪 (2), 森美兰 (3+1), 柔佛 (2) | 槟城 (7-1), 雪蘭莪 (2), 森美兰 (3+1), 柔佛 (2) | 槟城 (7-1), 雪蘭莪 (2), 森美兰 (3+1), 柔佛 (2) | 槟城 (7-1), 雪蘭莪 (2), 森美兰 (3+1), 柔佛 (2) | 槟城 (7-1), 雪蘭莪 (2), 森美兰 (3+1), 柔佛 (2) |

#### 1964-1969
| 檳城   | N11                                      | 亚依淡                                   | 林建寿自1965年补选起，到1969年辞职       |                                          |                                          |                                          |
| 檳城   | N12                                      | 日落洞                                   | 陈福兴到1969年辞职                       |                                          |                                          |                                          |
| 檳城   | N21                                      | 丹绒南区                                 | 许平城到1969年辞职                       |                                          |                                          |                                          |
| 雪蘭莪 | N03                                      | 甲洞                                     | 陈志勤到1968年退党                       |                                          |                                          |                                          |
| 雪蘭莪 | N13                                      | 班台                                     | V大卫到1968年退党                        |                                          |                                          |                                          |
| 雪蘭莪 | N14                                      | 沙叻                                     | 胡汉光到1969年辞职                       |                                          |                                          |                                          |
| 马六甲 | N06                                      | 哥打南区                                 | 许启针到1969年辞职                       |                                          |                                          |                                          |
| 马六甲 | N07                                      | 哥打中区                                 | 钟正文到1969年辞职                       |                                          |                                          |                                          |
| 总计   | 槟城 (2+1-3), 雪蘭莪 (3-3), 马六甲 (2-2) | 槟城 (2+1-3), 雪蘭莪 (3-3), 马六甲 (2-2) | 槟城 (2+1-3), 雪蘭莪 (3-3), 马六甲 (2-2) | 槟城 (2+1-3), 雪蘭莪 (3-3), 马六甲 (2-2) | 槟城 (2+1-3), 雪蘭莪 (3-3), 马六甲 (2-2) | 槟城 (2+1-3), 雪蘭莪 (3-3), 马六甲 (2-2) |

## 继续阅读
- Weiss, Meredith Leigh. . Palo Alto: Stanford University Press. 2005: 324. ISBN 0-8047-5295-8.
- Penang Story: Facing Up to Storm Clouds : The Labour Party of Malaya, Penang Division, 1963 – 1969
- 《马来亚劳工党斗争史》，马来亚劳工党史工委会，2001年
- 《马来亚劳工党文献汇编》，马来亚劳工党史工委会，2001年
- 《我们走过的道路 雪州反右支部联合组织活动记述》，周寒玉，2008年